# Fallicambarus hedgpethi
Fallicambarus hedgpethi är en kräftdjursart som först beskrevs av Hobbs 1948.  Fallicambarus hedgpethi ingår i släktet Fallicambarus och familjen Cambaridae. Inga underarter finns listade i Catalogue of Life.